# 岐业
岐业（494年—572年9月23日），字始业，燕州东代郡（今河北省蔚县）人，西魏、北周官员。

## 生平
大统三年（537年），岐业参与击败窦泰，又参与沙苑之战。大统八年（542年），岐业出任都督。大统十六年（550年），岐业出任代郡太守，赐姓宇文氏。大统十七年（551年，岐业封白土县开国侯。北周元年（557年），岐业加帅都督，同年出任持节、抚军将军、右金紫光禄大夫、大都督、守陵上士。北周二年（558年），岐业出任持节、车骑大将军、仪同三司、夏采大夫。建德元年九月一日（572年9月23日），岐业在长安去世，虚岁七十九。朝廷赠予仪同、燕州刺史，建德元年岁次壬辰十月庚午朔十五日（572年11月6日）与夫人张氏合葬于洪渎川孝义里。

## 家庭

### 祖父
- 岐檀，代郡太守[1]

### 父亲
- 岐买，代郡平舒县县令[1]

### 夫人
- 清河张氏，封宜君县君，保定五年二月一日（565年3月18日）去世，虚岁五十五，建德元年岁次壬辰十月庚午朔十五日合葬于洪渎川孝义里[1]

### 子女
- 岐平，世子，北周仪同三司、大都督、斋驭大夫[1]